# Monoxeno
Monoxenos ou Monogenéticos são parasitas que realizam seu ciclo de vida em um único hospedeiro. Isto é, a fase de reprodução e desenvolvimento ocorre em somente um animal, não sendo necessário que esse seja repassado a outro individuo. 
1. ↑  http://www.dicio.com.br/digenetico/